# 白云乡 (嫩江市)
白云乡，是中华人民共和国黑龙江省黑河市嫩江市下辖的一个乡镇级行政单位。

## 行政区划
白云乡下辖以下地区：
宝山村、青海村、富强村、白云村、清泉村、青良村、新民村、群山村、金桥村、三青村、麦海村、群合村、向阳村、聚宝村、北源村和长征村。